# Ga Danggok
Ga Danggok (Tiếng Hàn: 당곡역, Hanja: 堂谷驛) là một ga trên tuyến Sillim ở Bongcheon-dong, Gwanak-gu, Seoul.

## Lịch sử
- 7 tháng 2 năm 2021: Tên ga được quyết định là Ga Danggok[2]
- 28 tháng 5 năm 2022  Khai trương

## Bố trí ga
| Bệnh viện Boramae ↑ |
| \| N/B              |
| ↓ Sillim            |

| Hướng Bắc | ● Tuyến Sillim | ← Hướng đi Saetgang    |
| Hướng Nam | ● Tuyến Sillim | → Hướng đi Gwanaksan → |

## Vùng lân cận
- Trường tiểu học Seoul Danggok
- Chi nhánh Samsung Digital Plaza Sillim
- Cửa hàng bách hóa Lotte Gwanak
- Chi nhánh Nonghyup Boramae

## Hình ảnh

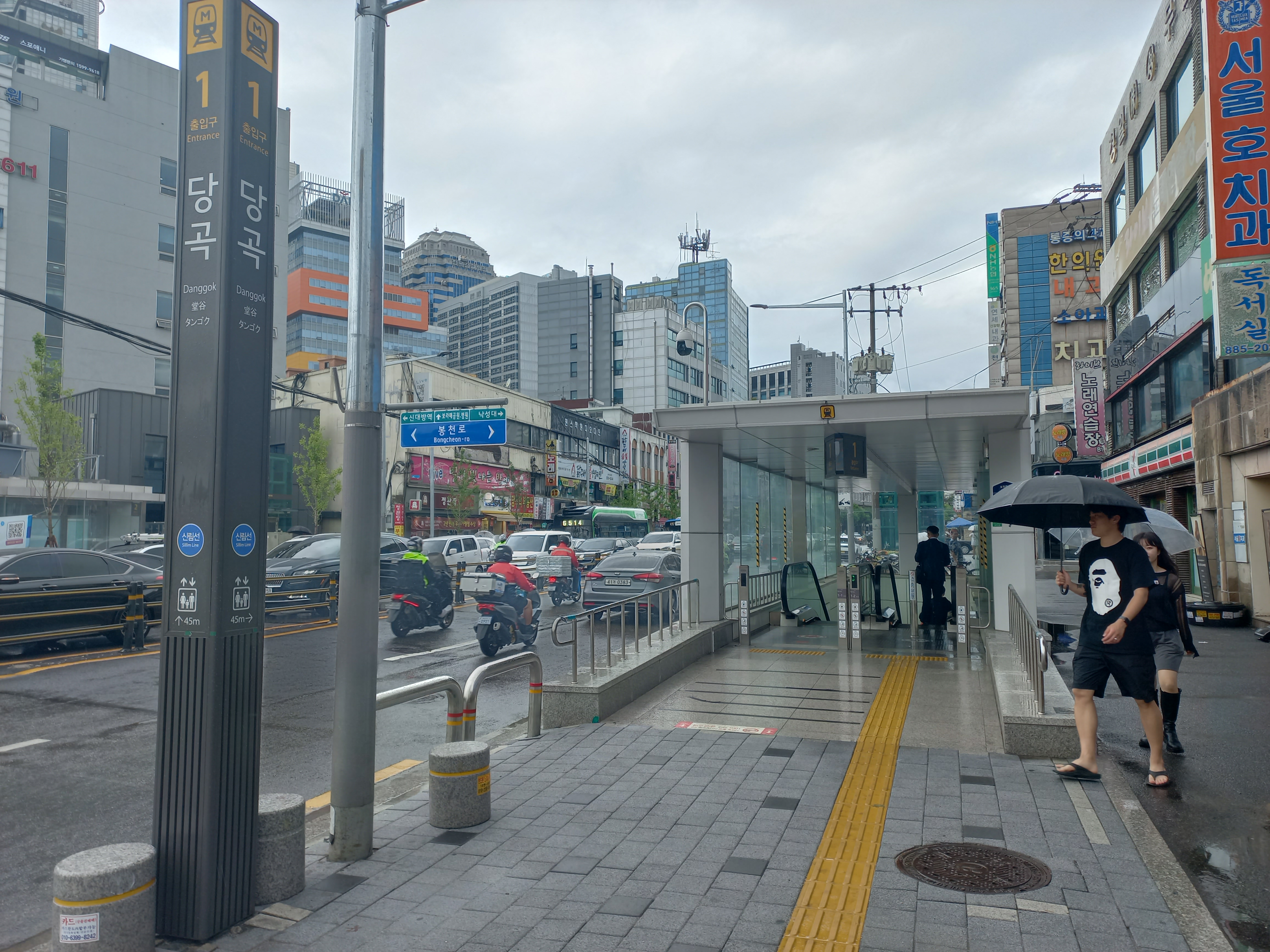
Lối ra 1
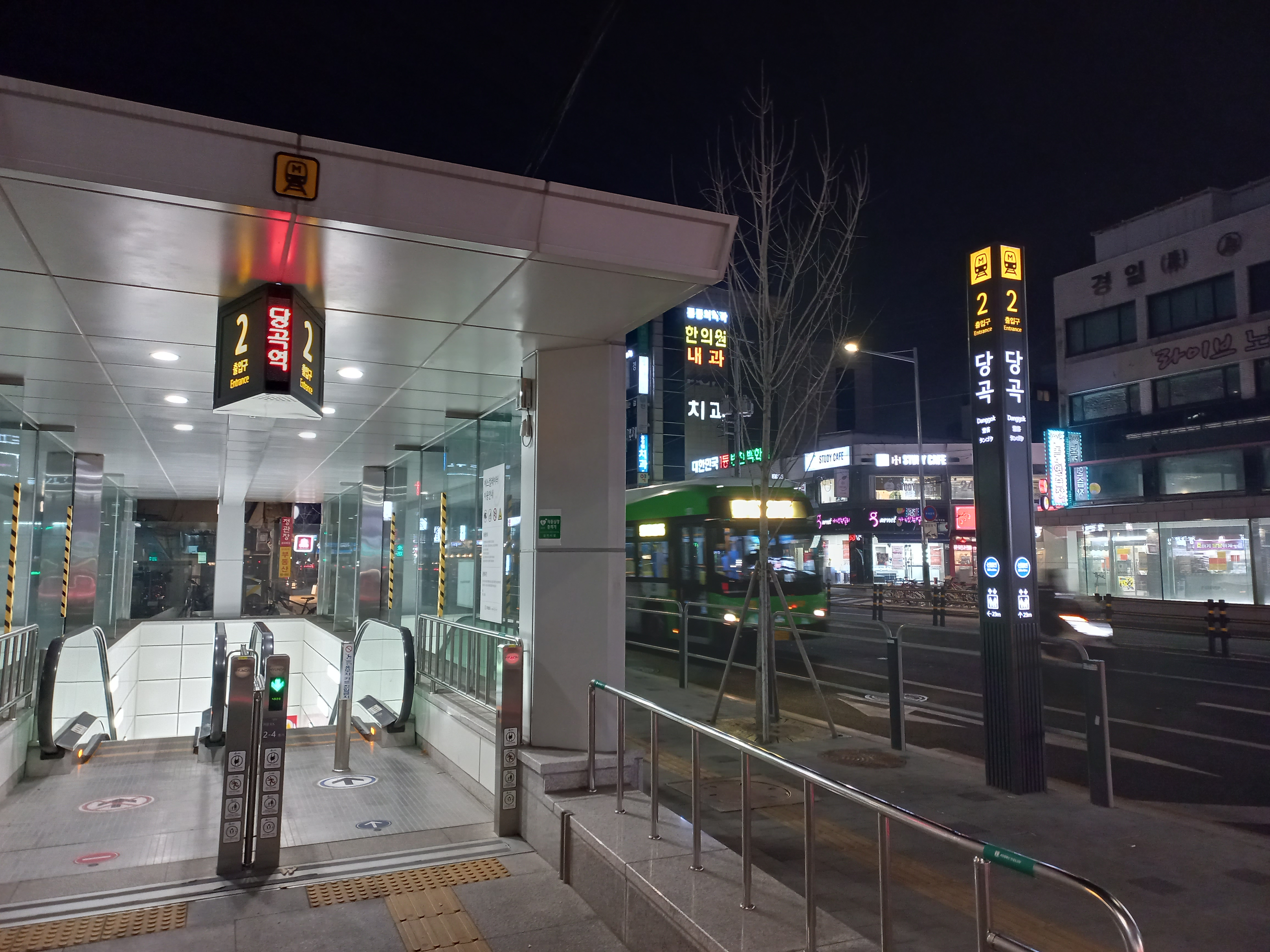
Lối ra 2